# Cody Zeller
Cody Allen Zeller (ur. 5 października 1992) – amerykański koszykarz, występujący na pozycjach silnego skrzydłowego lub środkowego, od 2023 zawodnik New Orleans Pelicans. 
W 2011 wystąpił w dwóch meczach gwiazd amerykańskich szkół średnich – McDonald’s All-American i Derby Classic, został też uznany za najlepszego zawodnika stanu Indiana (Indiana Mr. Basketball, Indiana Gatorade Player of the Year). Zaliczono go także do II składu Parade All-American oraz USA Today All-USA.
Został wybrany w drafcie w 2013 roku z numerem 4 przez Bobcats. Został wybrany do drugiej piątki debiutantów sezonu 2013/14.
4 sierpnia 2021 dołączył do Portland Trail Blazers. 8 lutego 2022 został zwolniony. 20 lutego 2023 zawarł umowę z Miami Heat. 6 lipca 2023 został zawodnikiem New Orleans Pelicans.
W NBA występuje też jego starszy brat – Tyler, a występował także Luke (Phoenix Suns).

## Osiągnięcia
Stan na 25 września 2023, na podstawie, o ile nie zaznaczono inaczej.
NCAA
- Uczestnik rozgrywek Sweet 16 turnieju NCAA (2012, 2013)
- Mistrz sezonu regularnego konferencji Big 10 (2013)
- Najlepszy pierwszoroczny zawodnik Big 10 (2012)[7]
- Zaliczony do:
  - I składu:
    - All-Big Ten (2013)
    - najlepszych pierwszorocznych zawodników Big Ten (2012)
    - turnieju:
      - Legends Classic (2013)
      - Big 10 (2013)

  - II składu:
    - All-American (2013)
    - All-Big Ten (2012)

NBA
- Wicemistrz NBA (2023)[8]
- Zaliczony do:
  - I składu letniej ligi NBA (2013)
  - II składu debiutantów NBA (2014)[9]
- Uczestnik Rising Stars Challenge (2015)

Inne
- Członek USA Select Team (2014, 2016)